# توماس روجرز (كاتب)
توماس روجرز (بالإنجليزية: Thomas Rogers)‏ (23 يونيو 1927، شيكاغو في الولايات المتحدة - 1 أبريل 2007)؛ كاتِب ومؤلِّف، أستاذ جامعي وروائي أمريكي.